# 垓下
垓下是因楚汉战争垓下之战而知的古地名。因历史变迁，中国学术界对其具体所在产生多种说法，多在今河南省或安徽省境内的不同地点:109－120，以河南省鹿邑县、安徽省灵璧县之说为主:79。
与其它地名之争类似，地方政府亦有介入。2009年时，《辞海》修订本将1979年版《辞海》垓下地名今地归属灵璧县南（沱河北岸）改为固镇县濠城镇:79，引发灵璧县政府的反应。而垓下除因历史变迁，地貌发生变化外，有学者指出垓下所处地带应是“历史上黄河多次泛滥冲刷，形成了广阔平坦的大平原，很难留下什么痕迹。”:79

## 相关记载
垓下之战最早、最直接的记载来自于《史记》（参见：项羽本纪、高祖本纪），后为《汉书》。后世文献亦有记载。相关记载中，战争地点记为“垓下”或“垓下聚”:110。
王健指，当时汉军将项羽的楚军围堵在蕲县和淮河之间。项羽在垓下从韩信军队的包围中突围后，渡过淮河，经东城至乌江（指东城县县邑乌江亭，在今安徽省和县境内的长江北岸边）:86。终于在乌江自刎。
陈立柱的文章指“垓下”即垓之下:110，其引用陈怀荃的观点“垓即堦（阶）的本字，义为高出平地有如台阶层次状的台地边缘。:118”垓下聚为垓之下的一个聚落、村落。垓下是一个较大区域，包括楚汉两军阵地。垓下聚是楚军“筑垒屯军的所在”，即“项王军壁垓下”:110。“壁垓下”的意思为，在垓之下为防御敌人而深沟壁垒:118。
陈立柱指出，垓下之战是几十万大军会战，战场“所占地面应该很广大，有数百平方公里都是可能的”:116。

## 多个地点
安徽大学博士陈立柱总结的，中国学术界常见的四种假说：陈下说、河南省鹿邑县说、安徽省固镇县濠城镇霸王城说（沱河南岸）、安徽省灵璧县东南说:109－120（沱河北岸:79）。袁传璋则认为垓下聚“当在[固镇县]濠城镇东北二十四里至二十八里”:125。
王健指出固镇县本身是1965年由灵璧县及周边县划地新设之县。基于固镇县霸王城和灵璧县南相近，与其它说法相比，两地之争是“更微观的地点确定”:79。

### 陈下说
陈下说即是垓下之战与陈下之战为同一战役。垓下即是陈下:110－114。

### 河南省鹿邑县说
战场在河南省鹿邑县说:114－116，时为苦县:79。

### 安徽省固镇县霸王城说
位于安徽省固镇县濠城镇、沱河南岸的霸王城被命名为垓下遗址:116－119。袁传璋对霸王城的定性有质疑。袁传璋指霸王城是汉代洨城遗址，即西汉洨侯吕产侯邑旧址。该处遗址与“垓下聚”并非同一地点，垓下聚“当在濠城镇东北二十四里至二十八里，西北距灵璧县城四十余里、东北距泗县县城四十至四十五里的范围之内探寻，其地约在灵璧县毗邻泗县西界的单圩—后翟庄一带地势较高处。”:124－125

### 安徽省灵璧县东南说
陈立柱:110－120、王健:86认同安徽省灵璧县东南为垓下之战核心战场的说法，其地在沱河北岸:79。